# Dungargarh
Dungargarh è una suddivisione dell'India, classificata come municipality, di 44.707 abitanti, situata nel distretto di Bikaner, nello stato federato del Rajasthan. In base al numero di abitanti la città rientra nella classe III (da 20.000 a 49.999 persone).

## Geografia fisica
La città è situata a 28° 0' 30 N e 73° 52' 60 E e ha un'altitudine di 272 m s.l.m..

## Società

### Evoluzione demografica
Al censimento del 2001 la popolazione di Dungargarh assommava a 44.707 persone, delle quali 22.889 maschi e 21.818 femmine. I bambini di età inferiore o uguale ai sei anni assommavano a 7.644, dei quali 3.834 maschi e 3.810 femmine. Infine, coloro che erano in grado di saper almeno leggere e scrivere erano 27.337, dei quali 15.929 maschi e 11.408 femmine.